# Festiwal Filmowy Wajda na Nowo
Festiwal Filmowy Wajda na Nowo – festiwal filmowy odbywający się co roku w sierpniu w Suwałkach, czyli rodzimym mieście reżysera Andrzeja Wajdy.
Dyrektorem artystycznym jest Andrzej Pągowski, dyrektorem programowym Łukasz Maciejewski, a dyrektorem organizacyjnym Joanna Sztelmer-Stabińska.
Głównymi organizatorami Festiwalu Filmowego Wajda na Nowo są Miasto Suwałki i Suwalski Ośrodek Kultury we współpracy z firmą Kreacja Pro Andrzeja Pągowskiego. Sponsorem wydarzenia jest firma ASPI.
Festiwal odbywa się pod patronatem jego pomysłodawczyni Krystyny Zachwatowicz-Wajdy oraz prestiżowych instytucji związanych z filmem – Szkoły Filmowej im. Krzysztofa Kieślowskiego Uniwersytetu Śląskiego, Wajda School i Muzeum Sztuki i Techniki Japońskiej Manggha, a także TVP Kultura, Programu Pierwszego Polskiego Radia, Radia 5, Gazety Współczesnej, Kuriera Porannego, DwuTygodnika Suwalskiego, portali Niebywałe Suwałki i Kurier Suwalski.
Do tej pory odbyły się 3 edycje Festiwalu Filmowego Wajda na Nowo na których gośćmi byli m.in. Jerzy Stuhr, Krystyna Janda, Andrzej Chyra, Urszula Grabowska, Olgierd Łukaszewicz, Magda Umer, Maja Komorowska, Feliks Falk, Emilia Krakowska.
Za najwyżej ocenione filmy krótkometrażowe przyznawane są nagrody:
- I miejsce Nagroda Prezydenta Miasta Suwałk,
- II miejsce Nagroda Sponsora,
- III miejsce Nagroda Dyrektora SOK

| Rok  | Edycje                            | I miejsce                                    | II miejsce                                  | III miejsce                            |
| ---- | --------------------------------- | -------------------------------------------- | ------------------------------------------- | -------------------------------------- |
| 2021 | 1. Festiwal Filmowy Wajda na Nowo | "We have one heart", reż. Katarzyna Warzecha | "Dad you’ve never had", reż. Dominika Łapka | "Uległość", reż. Michał Ciechomski     |
| 2022 | 2. Festiwal Filmowy Wajda na Nowo | "Diabeł", reż. Jan Bujnowski                 | "Poczekajmy", reż. Aleksandra Florczak      | "Skowyt", reż. Bartosz Brzeziński      |
| 2023 | 3. Festiwal Filmowy Wajda na Nowo | "4 psy", reż. Maciej Białoruski              | "Słoń", reż. Mateusz Żegliński              | "Wielki Mały Gigant", reż. Jakub Dolny |
| 2024 | 4. Festiwal Filmowy Wajda na Nowo |                                              |                                             |                                        |
| 2025 | 5. Festiwal Filmowy Wajda na Nowo |                                              |                                             |                                        |